# Monte Hibok-Hibok

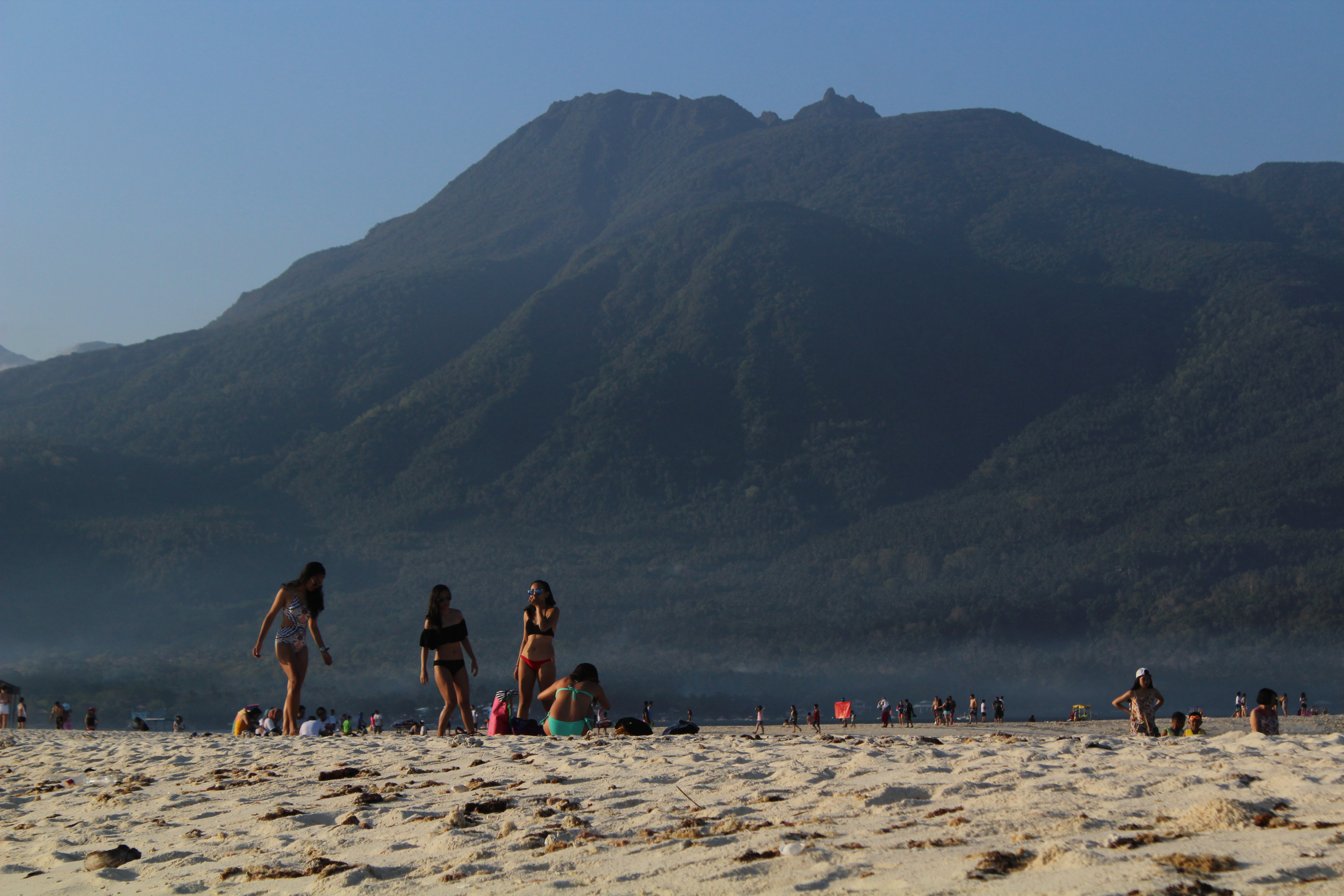
El Monte Hibok-Hibok

El Monte Hibok-Hibok (cebuano: "caliente e hirviente") o Catarman es un estratovolcán activo ubicado en la isla Camiguin (cebuano: "planicie ardiente") en las Filipinas.
Es uno de los numerosos volcanes activos de ese país, todos ellos parte del Anillo de fuego del Pacífico.
Entre 1948 y 1951 produjo una serie de grandes erupciones que provocaron graves daños.

## Estructura
El Hibok-Hibok es un estratovolcán del tipo complejo de domos, con un diámetro basal de 1000 metros.
Presenta seis fuentes de agua hirviendo (Ardent Spring, Tangob, Bugong, Tagdo, Naasag and Kiyab), tres cráteres que alojan lagos (Kanangkaan, origen de la erupción de 1948; Itum, origen de la de 1949 eruption; e Ilihan, origen de la de 1950) y un maar, las lagunas Taguines, ubicadas entre Binone y Maac.
Junto a él se encuentran los volcanes Monte Vulcano (671 m s. n. m., al noroeste), Monte Mambajao (en el centro de la isla), Monte Ginsilban (581 m s. n. m., en el extremo sur de Camiguin) y Monte Uhay (al norte del anterior). Pertenecen también al complejo los domos y conos volcánicos de Campana Hill, Minokol Hill, Tres Marías Hill, Monte Carling, Monte Tibane y Piyakong Hill.

## Erupciones históricas
Hibok-Hibok hizo erupción cinco veces en tiempos históricos. La primera de ella fue en 1827 y la segunda 1862.
En enero de 1871, los habitantes de la isla informaron de terremotos y ruidos subterráneos. A estos fenómenos siguieron avalanchas y deslizamientos del terreno, fisuras del suelo y numerosos terremotos más. En abril, el volcán comenzó a expeler rocas, polvo y cenizas, cituación que duró una semana. El domo que más tarde se convertiría en el Monte Vulcano comenzó a emerger. El domo de lava alcanzó una altura de 457 metros con una base de al menos 1500 luego de cuatro años de crecimiento. La actividad del Vulcano siempre ha estado limitada a la emisión de vapor por varias grietas en la cumbre del domo.
En 1897, Hibok-Hibok comenzó a emitir vapores sulfurosos blancos que dañaron las granjas de la isla. La actividad de sulfataras continuó hasta 1902.

## Erupción peléana de 1948-1951

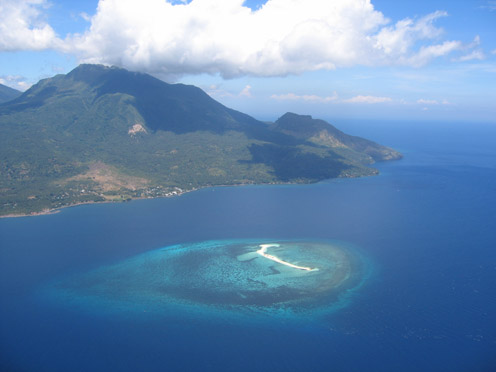
Vista del Monte Hibok-Hibok.

A partir de 1948 y hasta 1951, el monte Hibok-Hibok tembló y humeó constantemente. Su erupción menor, al principio de este período, causó muy pocos daños y pérdidas humanas.
Pero, en 1949, un deslizamiento de tierras causó 79 muertos.
En la mañana del 4 de diciembre de 1951 comenzó la verdadera erupción peléana: el monte liberó grandes cantidades de lava, vomitó gases ponzoñosos y suficientes lahares como para arrasar todo en 19 km², y particularmente en Mambajao. Los grandes flujos piroclásticos y los demás fenómenos provocaron al menos 3000 muertes. La gente abandonó la isla, a tal punto que antes de la erupción vivían allí al menos 70 000 personas, y luego del evento quedaban solo 34 000.
El evento concluyó en septiembre de 1953 con deslizamientos, terremotos, formación de domos y explosiones piroclásticas.

## Descubrimiento de su ciclo eruptivo
Los vulcanólogos estudiaron el patrón eruptivo del Hibok-Hibok durante esta gran erupción, y descubrieron un ciclo claramente dividido en cuatro fases.
La primera consiste en un corto período de emisión de gases por parte del cráter y avalanchas de material volcánico. La segunda parte es una serie de explosiones de vapor con grandes nubes de humo, polvo, cenizas y otros materiales fragmentarios. Esta fase tiene grandes probabilidades de generar los mortíferos flujos piroclásticos. En la tercera fase el volcán lanza materiales incandescentes, emite enormes cantidades de ceniza y vapores, forma flujos tipo lahar y ocasionalmente abre nuevos y pequeños cráteres. Finalmente, el ciclo culmina con la disminución de las emisiones gaseosas y de la eyección de materiales sólidos.

## Visita al volcán
El monte Hibok-Hibok es un popular destino turístico. Se puede visitar obteniendo un permiso en la oficina del DNER en Mambajao, Camiguin.
Ascender a él toma de 3 a 5 horas, y se obtiene una espectacular vista de la Isla Blanca, de Bohol (al norte), de Mindanao Oriental (al este) y de Siquijor (al oeste). También se observa el cráter de la erupción anterior.
El ascenso no es difícil, aunque se recomienda recorrerlo en grupos ya que no hay teléfonos ni medios de comunicación en caso de emergencias o problemas.
Por el camino se llega a un Vía Crucis de 14 estaciones y se visita un monumento a las víctimas de la erupción de 1948-1951.